# Badamia
Badamia là một chi bướm nhảy ở Indoaustralia gồm 2 loài. Ấu trùng ăn các loài thuộc chi Chiêu liêu (Họ Trâm bầu).

## Các loài
Chi này bao gồm các loài sau:
- Badamia atrox (Butler, 1877)
- Badamia exclamationis (Fabricius, 1775)

## Hình ảnh

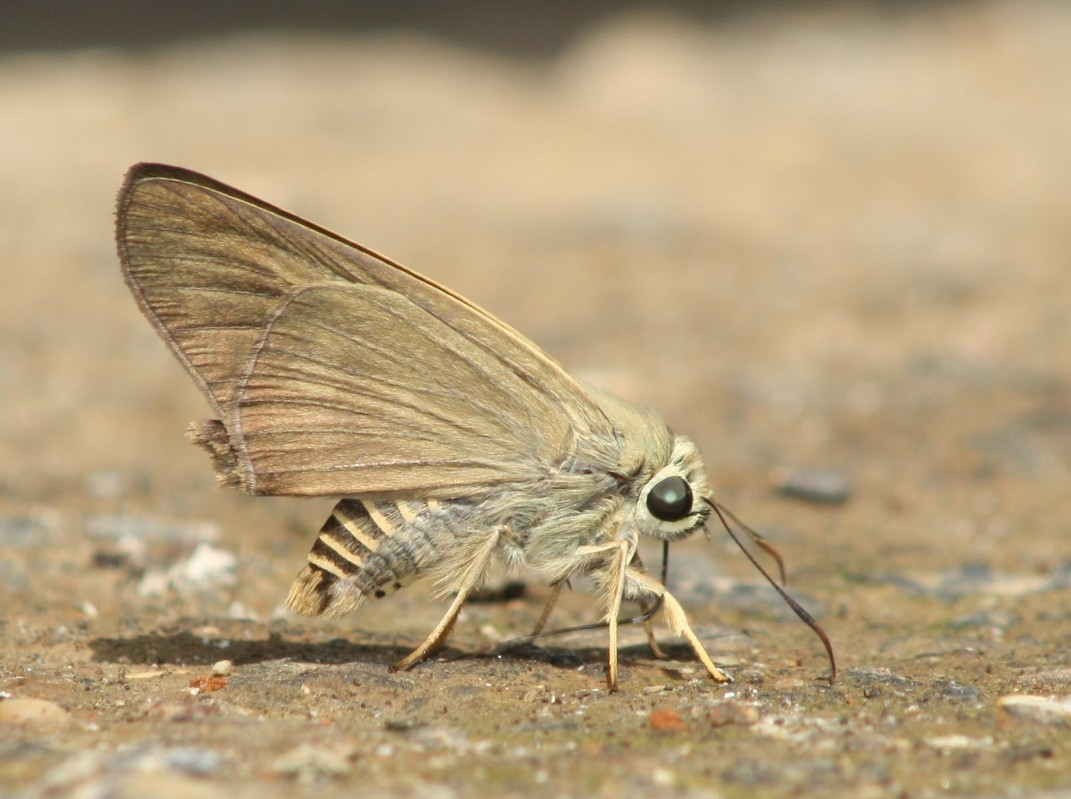